# Комарувка (Люблінське воєводство)
Комарувка (пол. Komarówka) — село в Польщі, у гміні Сосновиця Парчівського повіту Люблінського воєводства.
Населення — 97 осіб (2011).
У 1975-1998 роках село належало до Холмського воєводства.

## Демографія
Демографічна структура станом на 31 березня 2011 року:
|          | Загалом | Допрацездатний вік | Працездатний вік | Постпрацездатний вік |
| -------- | ------- | ------------------ | ---------------- | -------------------- |
| Чоловіки | 51      | 16                 | 29               | 6                    |
| Жінки    | 46      | 18                 | 21               | 7                    |
| Разом    | 97      | 34                 | 50               | 13                   |